# Fantaisie pour piano op. 77

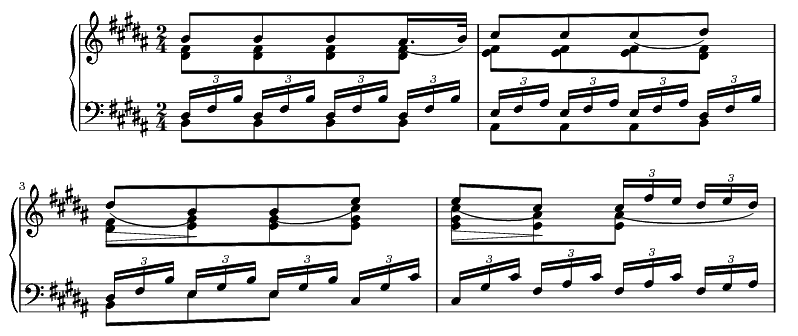
Thème central de la fantaisie op. 77 de Beethoven: Allegretto.

La Fantaisie op. 77 en sol mineur est une œuvre pour piano seul de Ludwig van Beethoven composée en 1809. Cette pièce d'un seul mouvement représente selon Carl Czerny et Ignaz Moscheles un témoignage de l'art de l'improvisation de Beethoven,.

## Présentation de l'œuvre
Cette fantaisie correspond à une commande du compositeur et éditeur Muzio Clementi, en 1807.
Composée par Beethoven en 1809, en même temps que sa Sonate op.78, la Fantaisie en sol mineur op. 77 est dédiée à son ami le comte Franz von Brunswick, un homme qu'il estimait beaucoup et auquel il avait déjà dédié la sonate op.57 dite « Appassionata ».
La première de la fantaisie a probablement eu lieu lors d'un concert au profit de Beethoven donné au Theater an der Wien, le 22 décembre 1808, avec également au programme les cinquième et sixième Symphonies, le quatrième concerto pour piano et la Fantaisie chorale, opus 80. L'annonce pour ce concert indique que la troisième œuvre de la seconde partie serait une « Fantaisie pour Pianoforte seul ». Barry Cooper a suggéré que l'improvisation réalisée par Beethoven lors de ce concert « a pu donner naissance à une composition écrite l'année suivante, la Fantaisie opus 77 » et Mocheles racontait qu'il ne  pouvait l'entendre sans qu'elle lui évoque le souvenir de Beethoven improvisant.
L'édition originale fut assurée à Leipzig par Breitkopf & Härtel en novembre 1810. Le titre est en français : « Fantaisie pour le Pianoforte composée et dédiée à Monsieur le Comte François de Brunswick par L.v.Beethoven ». Artaria la publia à Vienne en décembre 1810 et Clementi la publia à Londres en août 1810.
Cette œuvre s’inscrit dans la filiation directe des fantaisies de Carl Philipp Emanuel Bach, comme l’affirmait l’Allgemeine musikalische Zeitung de Leipzig lors de l’annonce, le 7 août 1811, de la parution de l’opus 77. Déjà, dans une lettre du 26 juillet 1809, Beethoven avait demandé à Breitkopf de lui faire parvenir les pièces pour clavier de son aîné, qu’il estimait indispensables « à tout véritable artiste tant pour se faire plaisir que pour s’instruire ». À son intérêt pour une écriture s’inspirant de l’improvisation s’ajoutait la volonté de partir de sources anciennes, tirées notamment de Johann Sebastian et Carl Philipp Emanuel Bach dont il connaissait le traité pour l’avoir utilisé au cours de sa formation, afin de leur apporter un regard nouveau. L’ouverture de la Fantaisie en sol mineur évoque l’improvisateur préludant à l’instrument dans le but de rassembler des idées musicales dictées par l’inspiration et destinées à donner naissance à l’œuvre à venir.
Conçue pour mettre en valeur les qualités d'improvisateur de Beethoven, elle paraît être sortie du cadre formel habituel pour produire un exemple extrême du genre. Les différentes sections qui se succèdent font apparaître une large variété de motifs – fragments de gammes en sol mineur, arpèges modulants, octaves brisées – des changements incessants de tempi, de caractères et de textures ainsi que de surprenantes modulations qui, avec les traits non mesurés, ne sont pas sans rappeler C. P. E. Bach. Cette recherche aboutit au thème dolce en si majeur développé en sept variations qui s’enchaînent en s’amplifiant.

## Structure
La fantaisie est écrite en un seul mouvement :
Allegro/Poco adagio, 4/4, Sol mineur - Allegro, ma non troppo, 6/8, Si bémol majeur - Allegro con brio, 2/4, Ré mineur - Adagio, 2/4, La bémol majeur - Presto, 2/4, Si mineur - Allegretto, 2/4, Si majeur - (245 mesures)
Sa durée d’exécution est d'environ 10 minutes.

## Repères discographiques
- Artur Schnabel, 1937 (Naxos)
- Rudolf Serkin, 1947 (Music & Arts)
- Alfred Brendel, 1961 (Vox Records)
- Hans Richter-Haaser, 1964 (EMI)[11]
- Rudolf Serkin, 1970 (Sony)[12]
- Jörg Demus, 1974 (DG)
- Ronald Brautigam, 1984 (Etcetera)
- Melvyn Tan, 1989 (EMI « Reflexe » / Virgin Classics)
- Abdel Rahman El Bacha, 1993 (Forlane)
- Gianluca Cascioli, 1997 (DG)
- Michael Schäfer, 2003 (Harmonia Mundi)
- Georg Friedrich Schenck (en), 2006 (Brilliant Classics)[13]